# Chigoré
Chigoré est une localité située dans la province de Coclé, au Panama, dans la partie centrale du pays, à 100 km au sud-ouest de la ville de Panama, capitale du pays. Chigoré est situé à 70 mètres d'altitude et comptait 2 212 habitants en 2010,.
La terre autour de Chigoré est plate au sud-ouest, mais au nord-est, elle est montagneuse. Le point culminant de la région est de 355 mètres et se trouve à 2,7 km à l'est de Chigoré. Il y a environ 43 personnes par kilomètre carré autour de la population relativement faible de Chigoré. La grande ville la plus proche est Penonomé à 1,4 km au sud-ouest de Chigoré. La campagne autour de Chigoré est presque entièrement couverte.